# املین پنکهرست
اِمِلین پَنکهِرست (به انگلیسی: Emmeline Pankhurst)، (زاده ۱۵ ژوئیه ۱۸۵۸ -درگذشته ۱۴ ژوئن ۱۹۲۸) فعال حقوق زنان اهل بریتانیا بود. املین پنکهرست معتقد بود که حق رأی زنان، زندگی سیاسی را از پایه دگرگون خواهد کرد، و حس جدید نوع‌دوستی و اخلاق را به وجود خواهد آورد. او گروه «سافروجت» را برای کسب حق رای زنان در بریتانیا ایجاد کرد. این زنان از راه‌های مختلف حتی راه‌های خشن برای رسیدن به خواسته خود استفاده می‌کردند.

## شخصیت برجسته
املین پنکهرست از شخصیت‌های برجسته طرفدار حق رأی زنان بود که برای اجتماعات بزرگی از مبارزات زنان انگلیسی سخن می‌گفت. وی در بین زنانی که برای دستیابی به هدف حق رای زنان بپا خواستند به عنوان یک زن ویژه محسوب می‌گردید. نفوذ و دفاع و پشتیبانی شوهرش از آزادی زنان، به تدریج در اندیشه املین اثر کرد. با احساس بی علاقگی آزاداندیشان احزاب مستقل کارگری نسبت به حق انتخاب زنان، از آن‌ها ناامید شد و خودش سازمان یا اتحادیهٔ اجتماعی و سیاسی زنان (wspu) را پایه‌گذاری کرد.
املین پنکهرست معتقد بود که حق رأی زنان، زندگی سیاسی را از پایه دگرگون خواهد کرد، و حس جدید نوع‌دوستی و اخلاق را به وجود خواهد آورد.

## زندگی

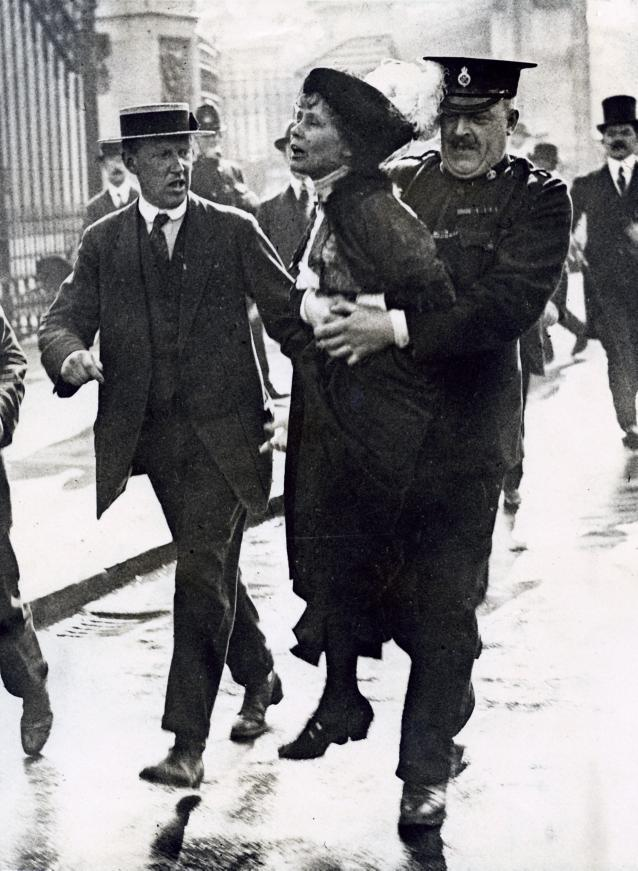
در سال ۱۹۱۴ املین پنکهرست در برابر کاخ باکینگهام زمانی که می‌خواست اعتراضی را به جرج پنجم ارائه دهد، دستگیر شد.

املین پنکهرست در شهرک موس سایت در نزدیکی شهر منچستر در خانواده‌ای به دنیا آمد که پدر و مادرش هر دو فعال سیاسی بودند. او در چهارده سالگی با جنبش حق رای زنان آشنا شد. در سال ۱۸۷۹ با وکیلی به نام ریچارد پنکهرست ازدواج کرد که ۲۴ سال از او بزرگ‌تر بود و به خاطر حمایتش از حق رای زنان شهرت داشت.
آنها صاحب پنج فرزند شدند.
ریچارد پنکهرست از فعالیت‌های همسرش بیرون از خانه حمایت می‌کرد و املین اتحادیه حق رای زنان را بنیان گذاشت که برای به دست آوردن حق رای زنان مجرد و متأهل تلاش می‌کرد.
به دنبال از هم پاشیدن این اتحادیه او تلاش کرد عضو حزب چپ‌گرای مستقل کارگر شود اما به خاطر جنسیتش امکان عضویت در این حزب را پیدا نکرد.
املین پنکهرست در سال ۱۹۰۳ و پنج سال پس از مرگ همسرش اتحادیه سیاسی اجتماعی زنان را بنیان گذاشت. این سازمان همه زنان فعال برای حق رای زنان بود که وعده می‌داد فقط حرف نزند بلکه واقعاً دست به عمل بزند.
اعضای این اتحادیه به خاطر درگیری‌های فیزیکی که به قصد اعتراض انجام می‌دادند خیلی زود شناخته شدند. آن‌ها پنجره‌ها را می‌شکستند و به مأموران پلیس توهین می‌کردند. خود املین پنکهرست، دخترانش و برخی دیگر از اعضای فعال اتحادیه چندین بار با مجازات زندان روبه‌رو شدند و آنجا دست به اعتصاب غذا زدند.
بعد از آنکه دختر بزرگ پنکهرست یعنی کریستیبل رهبر اتحادیه شد، اختلاف‌های درونی بالا گرفت. ایجاد آتش‌سوزی به تاکتیک مبارزاتی این گروه تبدیل شد و برخی گروه‌های میانه‌روتر علیه خانواده پنکهرست به میدان آمدند.
با شروع جنگ جهانی اول در سال ۱۹۱۴ املین و کریستیبل خواهان توقف فوری فعالیت‌های شبه‌نظامی اتحادیه سیاسی اجتماعی زنان و حمایت از حکومت بریتانیا در مقابل خطر آلمان شدند.
آنها زنان را تشویق کردند که به کارخانه‌ها و صنایع تولیدی کمک کنند و مردان جوان را به جنگ تشویق کردند.
بالاخره در سال ۱۹۱۸ قانونی تصویب شد که بر اساس آن به همه مردان بیش از ۲۱ سال و به همه زنان بالای ۳۰ سال حق رای می‌داد.
از آنجایی که جنگ تازه به پایان رسیده بود و تعداد زیادی از مردان بریتانیایی جان خود را از دست داده بودند، این تفاوت سن رای‌دهندگان به حکومت اطمینان می‌داد که مردان هیچ وقت گروه اقلیت رای‌دهنده نخواهند بود.
.[۶]
املین پنکهرست اتحادیه سیاسی اجتماعی زنان را به حزب زنان تبدیل کرد که هدف آن کوشش برای ترویج برابری زنان در عرصه‌های عمومی بود.

## درگذشت
او در ۱۴ ژوئن سال ۱۹۲۸ درست چند هفته پیش از آنکه دولت محافظه‌کار بریتانیا قانون انتخابات را تغییر بدهد و به زنان بالای ۲۱ سال حق رای بدهد درگذشت. این قانون در دوم ژوئیه ۱۹۲۸ تصویب شد.
دو سال بعد مجسمه‌ای به یادبود تلاش‌های او در باغ برج ویکتوریا در لندن برپا شد.